# Park Se-jik
Đây là một tên người Triều Tiên, họ là Park.
Park Se-jik (tiếng Hàn: 박세직; sinh ngày 25 tháng 5 năm 1989) là một cầu thủ bóng đá Hàn Quốc thi đấu ở vị trí tiền vệ thi đấu cho Incheon United FC.